# 開志学園高等学校
開志学園高等学校（かいしがくえんこうとうがっこう）は、新潟県新潟市中央区南長潟21番1号にある単位制の私立高等学校。

## 沿革
- 2001年 - 学校法人大彦学園設立認可
- 2002年 - 新潟県内16番目の私立高等学校として新潟市に開校
- 2004年 - 本校2号館校舎開設　本校専用体育館取得
- 2005年 - 単位制III類　JAPANサッカーカレッジ(CUPS)高等部を設置
- 2006年 - 単位制III類　全日本ウィンタースポーツ専門学校高等部を設置
- 2007年 - 単位制IV類　インターナショナルデザインアカデミー高等課程を設置　本校専用グラウンド取得
- 2013年 - 単位制Ⅳ類　国際アート&デザイン専門学校高等課程を設置　インターナショナルデザインアカデミー高等課程・未来高等学校 沖縄学習センターと姉妹校締結
- 2023年 - 南長潟の新校舎に移転

## 教育方針
個性の力は無限大
1. 自己の個性を磨き、真理のもとで自己実現できる人間の育成
2. 変化に対し前向きに対応できる人間の育成
3. 相手の個性、人格を尊重し、協力し合える人間の育成
4. 明るく自由な学園生活および社会の形成者たる人間の育成

## 教育課程の類型
- 単位制I類（週4日コース）
- 単位制II類（週2日コース・週1日コース・オンラインコース）
- 単位制III類（CUPS高等部）
- 単位制IV類（FSG高等部）

### 登校形態概要

#### 週4日コース
月曜日から木曜日まで学校で学習活動を行う。金曜日の扱いは「フリーデイ」という名称で、自分の趣味や校外活動に積極的に参加する日としている。月曜日は1時間目から5時間目まで通常授業、火曜日から木曜日までは午後の授業は「選択フィールド」という、選択授業の時間となっている。

#### 週2日コース
金曜日はII類生徒全員が登校する曜日になっているとともに、その他に1年生は火曜日、2年生は月曜日、3年生は水曜日が登校日となっている。II類の生徒は登校日以外は基本的にすべての曜日に関して「フリーデイ」になっているため、上記I類と同様に、自分の趣味や校外活動に費やす時間となっている。

## 選択フィールド・部活動一覧
設立当初と比べ、いくつかのコースが増えている。
- 文化芸術分野
  - マンガクリエイト
  - デザイン
  - ファッション
  - メイク・ネイル
- 音楽エンタテイメント分野
  - ヴォーカル
  - ギター
  - ベース
  - ドラムス
  - ダンス
- スポーツ分野
  - 男子硬式野球
  - バスケットボール
  - 空手・テコンドー
- 実務・進学分野
  - 進学実践（英語）
  - IT
  - 食・農デザイン
- 部活動
  - 女子硬式野球部：第26回全国高校女子硬式野球選手権大会で準優勝[3]
  - チアダンス部
  - ボクシング部
  - eスポーツ部
- 同好会
  - サッカー同好会

## 特色
- 1人ひとりの個性を最大限に発揮する指導を実践している
- 通学形態は週4日コース、週2日コース、週1日コース、オンラインコースがあり、自分の生活スタイルに合った形を選択できる
- 選択フィールドという選択科目からさまざまな専門分野の知識と技術を習得できる
- 系列校であるNSG専門学校グループからの指導・協力を受けられる
- 前期・後期の二期制をとっており、学期ごとに単位認定を行っている
- 服装は本校指定の制服
- 専修学校高等課程と連携し、早期才能教育を行っている

## 卒業生
- Nao☆ - Negicco
- Megu - Negicco
- 中澤卓也 - 歌手
- 下西輝 - 漫画家
- 西木田景志 - 漫画家
- 斉藤周平 - 漫画家
- エイキミナコ - 絵本作家・イラストレーター
- 酒井高徳 - サッカー選手
- 比嘉諒人 - サッカー選手
- 奥山武宰士 - サッカー選手
- 泉澤仁 - サッカー選手
- 渡辺泰広 - サッカー選手
- 平松宗  - サッカー選手
- 齋藤恭志 - サッカー選手
- 西村竜馬 - サッカー選手
- 早川史哉 - サッカー選手
- 井上丈 - サッカー選手
- 奥田晃也 - サッカー選手
- 川口尚紀 - サッカー選手
- 酒井高聖 - サッカー選手
- 渡邉新太 - サッカー選手
- 小池裕太 - サッカー選手
- 飯野七聖 - サッカー選手
- 小池裕太 - サッカー選手
- 阿部航斗 - サッカー選手
- 宮崎幾笑 - サッカー選手
- 長谷川巧 - サッカー選手
- 岡本將成 - サッカー選手
- 藤田和輝 - サッカー選手
- 本間至恩 - サッカー選手
- 金浦真樹 - サッカー選手
- 川村優理 - 女子サッカー選手
- 若林舞衣子 - プロゴルファー

## その他

新潟国際情報学院時代の校舎。外観のデザインが現在と異なっている。

- かつてこの場所は「新潟国際情報学院 向陽台高等学校新潟キャンパス」という通信制の私立高等学校の校舎であった。開志学園高等学校の設立により1号館となり、前述の通信制高校は廃止されている。
- 2号館も新潟医療テクノロジー専門学校(現国際メディカル専門学校)の校舎であった。

## 関連学校
- 開志国際高等学校